# Augochlora atlantica
Augochlora atlantica (лат.) — вид одиночных пчёл из рода Augochlora (триба Augochlorini, семейство Halictidae). Название является отсылкой к известному диапазону его распространения, ограниченному прибрежными атлантическими лесами Бразилии.

## Распространение
Южная Америка: Бразилия.

## Описание
Мелкие пчёлы, длина тела около 1 см (длина тела самок 9-11 мм). Самки этого вида отличаются от самок Augochlora в районе исследования окраской: голова синяя с отчетливыми сине-зелёными переливами, мезосома — синяя с затемнённым диском мезоскутума и синяя метасома с затемнёнными дисками тергитов. Augochlora atlantica похожи на A. mulleri тем, что имеют сильно выступающий вентральный край среднего вертлуга и могут быть разделены редко пунктированным тергитом T1 и коротким выступом стернита S1. Самцы диагностируются по передней поверхности задней голени с редкими крошечными щетинками среди длинных щетинок, затемнённым дорсально мезоскутумом и необычно длинным метапостнотумом по сравнению с другими самцами Augochlora s. str. Слабоопушенные осовидные насекомые, тело почти голое, металлически блестящее, голубовато-зелёные.